# ترانه سال گالوپ کره

ترانه سال گالوپ کره (کره‌ای: 한국갤럽 올해를 빛낸 노래 1위) سالانه از طریق چندین نظرسنجی عمومی که گالوپ کره در سراسر کره جنوبی برگزار می‌کند، انتخاب می‌شود. از سال ۲۰۲۰، این نظرسنجی در دو دسته‌بندی سنی انجام می‌شود: ۱۳ تا ۳۹ سال و ۴۰ سال به بالا.

## فهرست گیرنده‌ها

### دههٔ ۲۰۰۰
| سال  | ترانه     | هنرمند      | رای ٪ | منابع |
| ---- | --------- | ----------- | ----- | ----- |
| ۲۰۰۷ | «Tell Me» | واندر گرلز  | ۳۳٫۹٪ | [ ۳ ] |
| ۲۰۰۸ | «Nobody»  | واندر گرلز  | ۱۱٫۴٪ | [ ۴ ] |
| ۲۰۰۹ | «وای»     | گرلز جنریشن | ۱۵٫۰٪ | [ ۵ ] |

### دههٔ ۲۰۱۰
| سال  | ترانه                  | آرتیست        | رای ٪ | منابع  |
| ---- | ---------------------- | ------------- | ----- | ------ |
| ۲۰۱۰ | «جیغ»                  | گرلز جنریشن   | ۷٫۲٪  | [ ۶ ]  |
| ۲۰۱۱ | «Good Day»             | آی‌یو          | ۳٫۹٪  | [ ۷ ]  |
| ۲۰۱۲ | «گانگنام استایل»       | سای           | ۳۰٫۷٪ | [ ۲ ]  |
| ۲۰۱۳ | «Bounce»               | چو یونگ پیل   | ۱۳٫۶٪ | [ ۸ ]  |
| ۲۰۱۴ | «The Meaning of You»   | آی‌یو          | ۷٫۷٪  | [ ۹ ]  |
| ۲۰۱۵ | «Bang Bang Bang»       | بیگ‌بنگ        | ۷٫۲٪  | [ ۱۰ ] |
| ۲۰۱۶ | «The Love I Committed» | ایم چانگ جونگ | ۷٫۰٪  | [ ۱۱ ] |
| ۲۰۱۷ | «Like It»              | یون جونگ شین  | ۸٫۸٪  | [ ۱۲ ] |
| ۲۰۱۸ | «دو-دو دو-دو»          | بلک‌پینک       | ۵٫۰٪  | [ ۱۳ ] |
| ۲۰۱۹ | «پسری با عشق»          | بی‌تی‌اس        | ۵٫۹٪  | [ ۱۴ ] |

### دههٔ ۲۰۲۰
| double-dagger | دسته‌بندی انتخاب شده توسط پاسخ‌دهندگان در گروه سنی ۱۳ تا ۳۹ سال   |
| dagger        | دسته‌بندی انتخاب شده توسط پاسخ‌دهندگان در گروه سنی ۴۰ سال به بالا |

| سال  | ترانه                   | خواننده(ها)      | رای ٪ | منابع  |
| ---- | ----------------------- | ---------------- | ----- | ------ |
| ۲۰۲۰ | «دینامیت»               | بی‌تی‌اس           | ۱۹٫۶٪ | [ ۱ ]  |
| ۲۰۲۰ | "Drink Makgeolli»       | یونگ تاک         | ۱۲٫۸٪ | [ ۱ ]  |
| ۲۰۲۱ | «کره»                   | بی‌تی‌اس           | ۲۶٫۶٪ | [ ۱۵ ] |
| ۲۰۲۱ | "Trust in Me»           | لیم یونگ وونگ    | ۸٫۷٪  | [ ۱۵ ] |
| ۲۰۲۲ | «دینامیت»               | بی‌تی‌اس           | ۸٫۵٪  | [ ۱۶ ] |
| ۲۰۲۲ | "Love Always Runs Away» | لیم یونگ وونگ    | ۶٫۹٪  | [ ۱۶ ] |
| ۲۰۲۳ | «فوق‌العاده خجالتی»      | نیوجینز          | ۶٫۸٪  | [ ۱۷ ] |
| ۲۰۲۳ | "Love Always Runs Away» | لیم یونگ وونگ    | ۶٫۹٪  | [ ۱۷ ] |
| ۲۰۲۴ | «ای‌پی‌تی.»               | رزی و برونو مارس | ۹٫۸٪  | [ ۱۸ ] |
| ۲۰۲۴ | «Love Always Runs Away» | لیم یونگ وونگ    | ۵٫۹٪  | [ ۱۸ ] |

## نگارخانه
گالری خوانندگانی که سال انتخاب آهنگ آن‌ها به عنوان آهنگ سال، مشخص شده است.

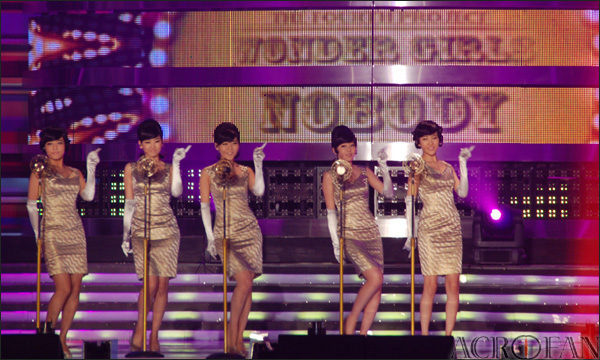
واندر گرلز (۲۰۰۷–۲۰۰۸)
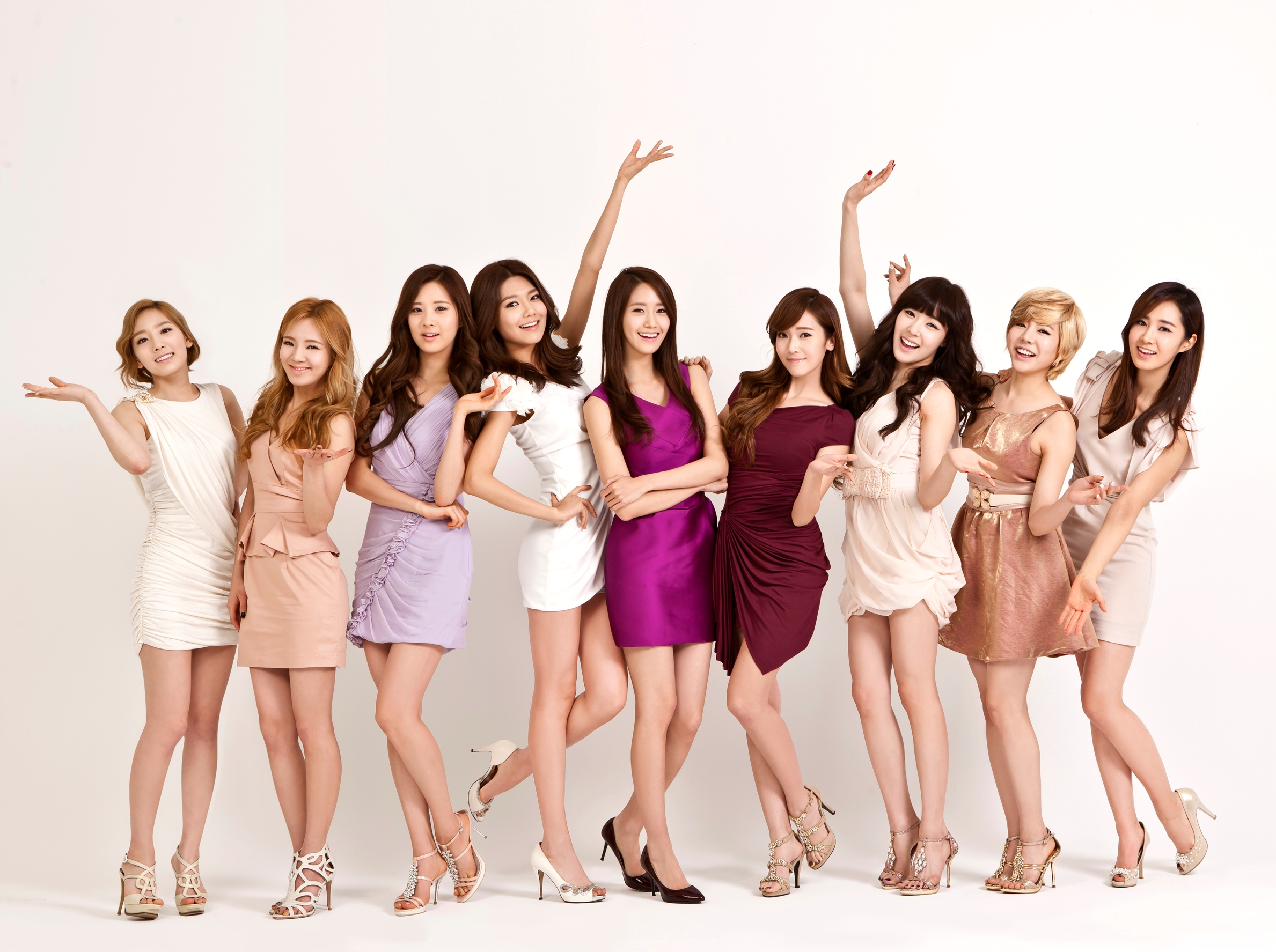
گرلز جنریشن (۲۰۰۹–۲۰۱۰)
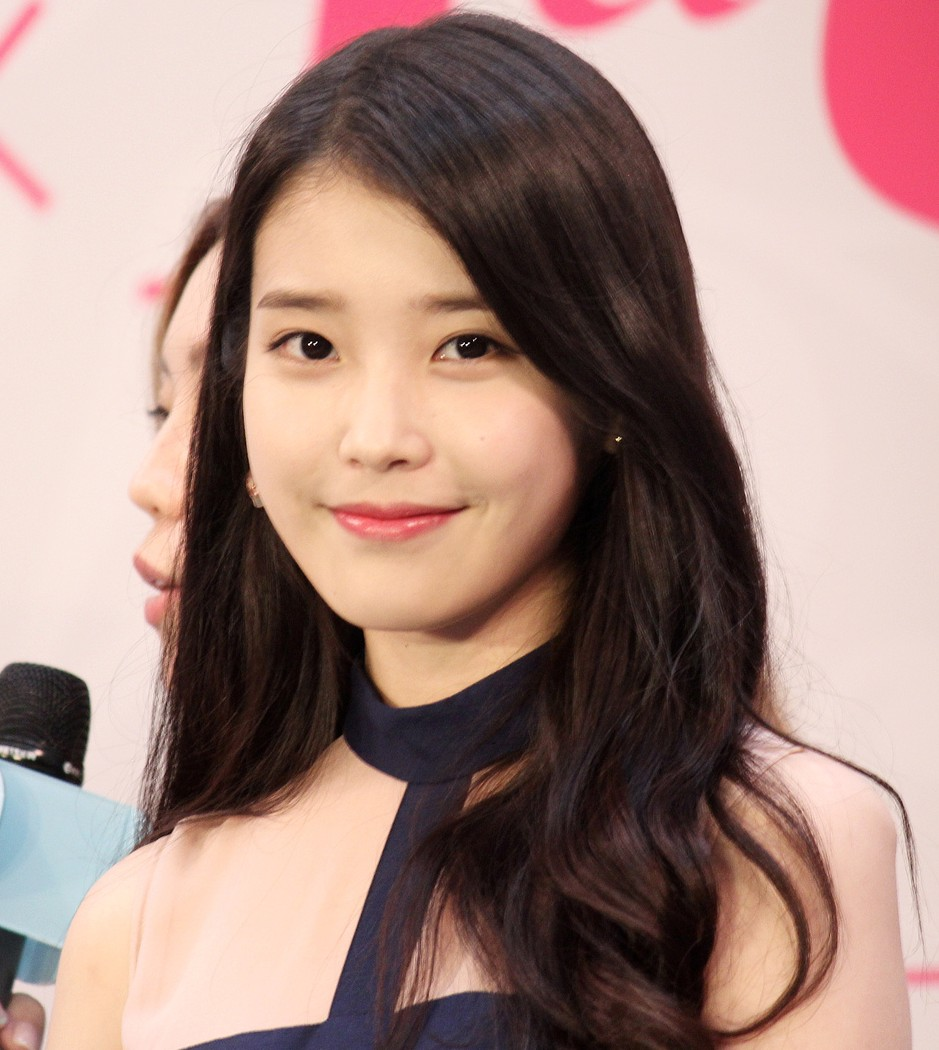
آی‌یو (۲۰۱۱، ۲۰۱۴)
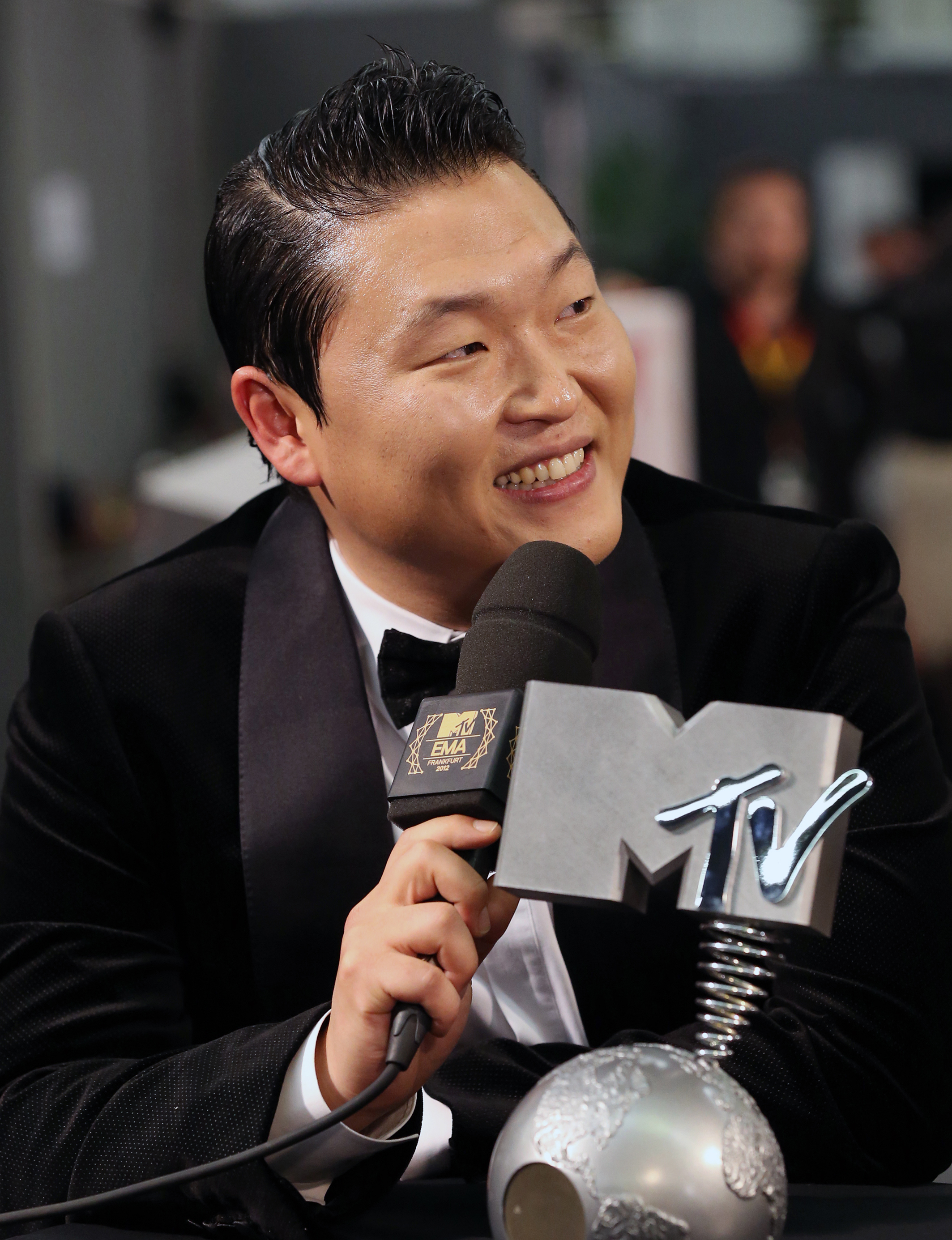
سای (۲۰۱۲)
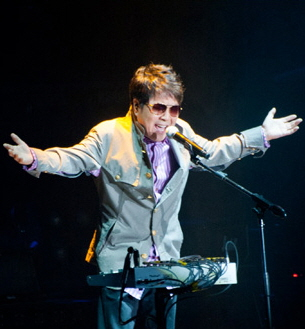
چو یونگ پیل (۲۰۱۳)
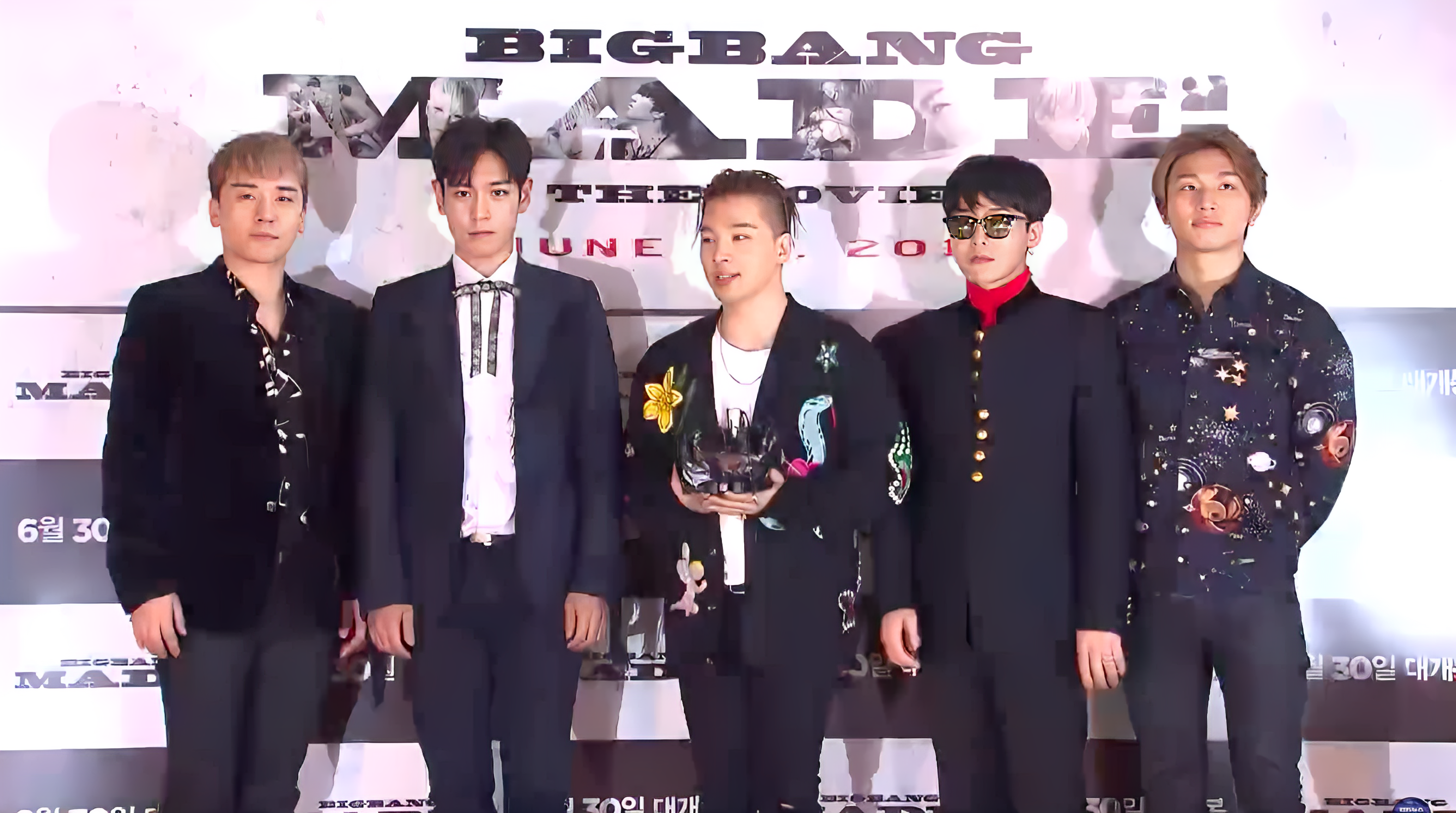
بیگ‌بنگ (۲۰۱۵)
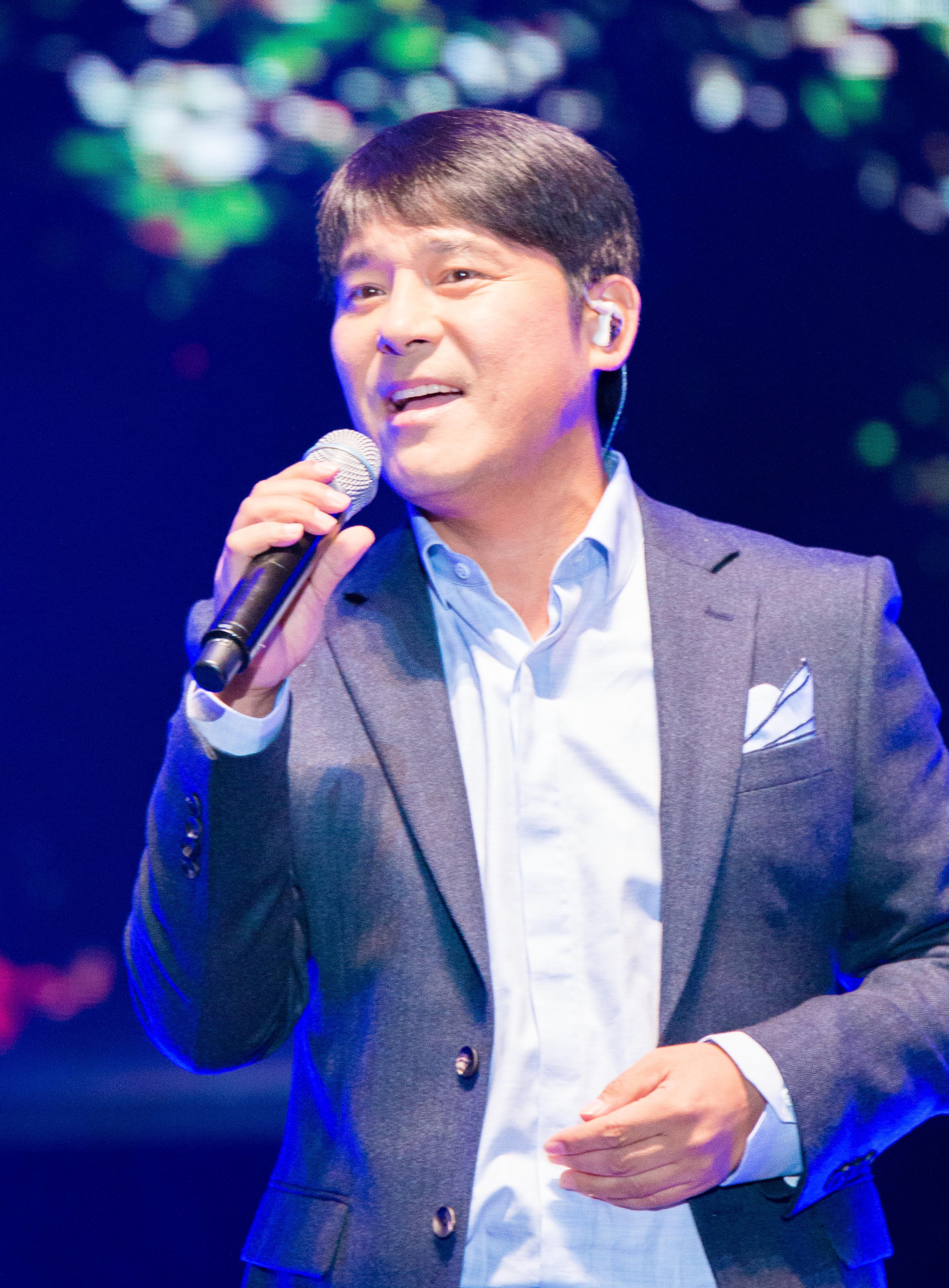
ایم چانگ جونگ (۲۰۱۶)
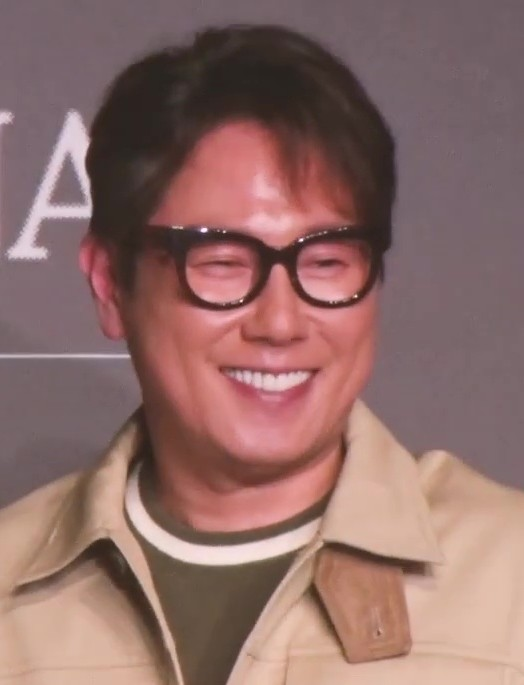
یون جونگ شین (۲۰۱۷)
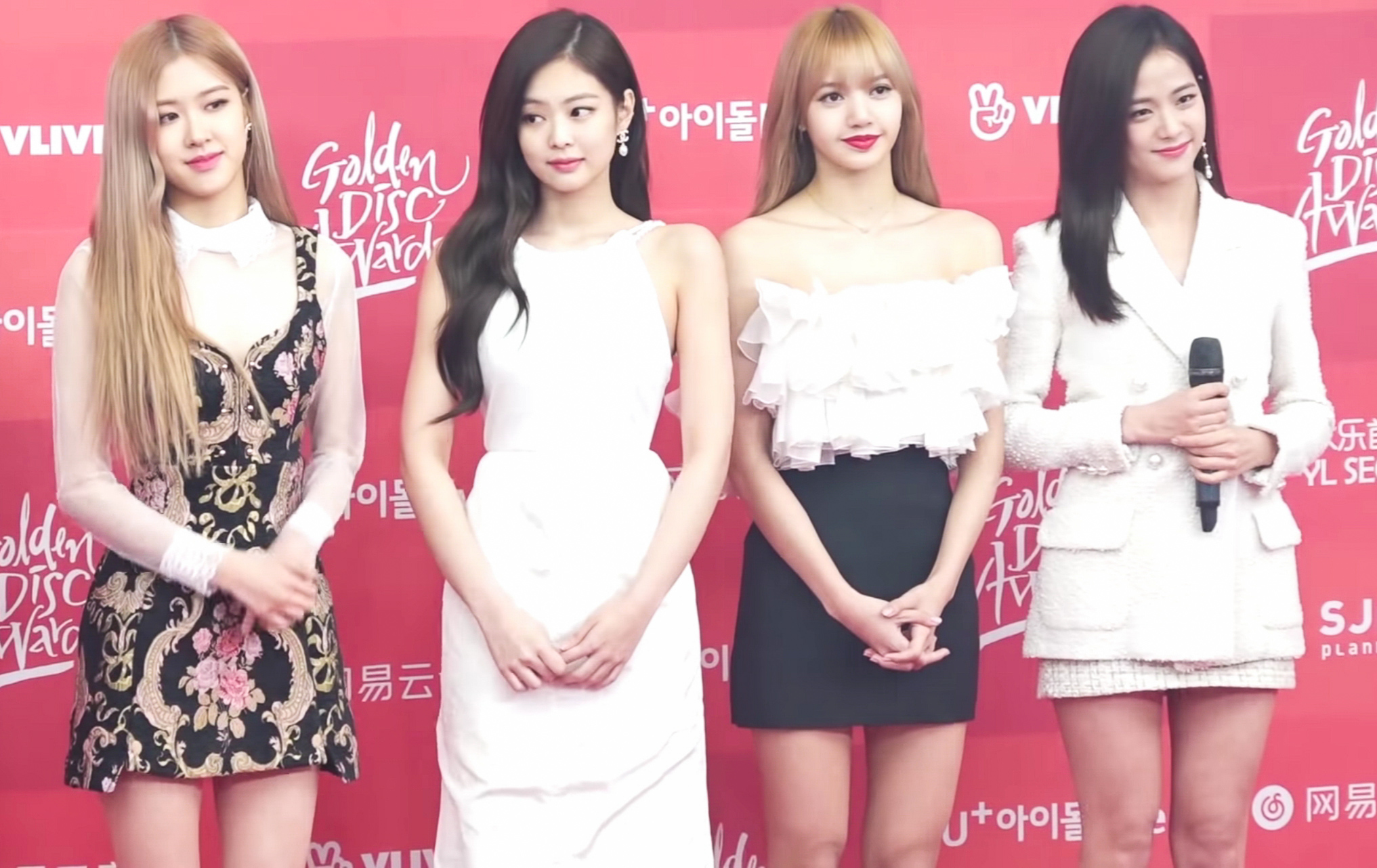
بلک‌پینک (۲۰۱۸)
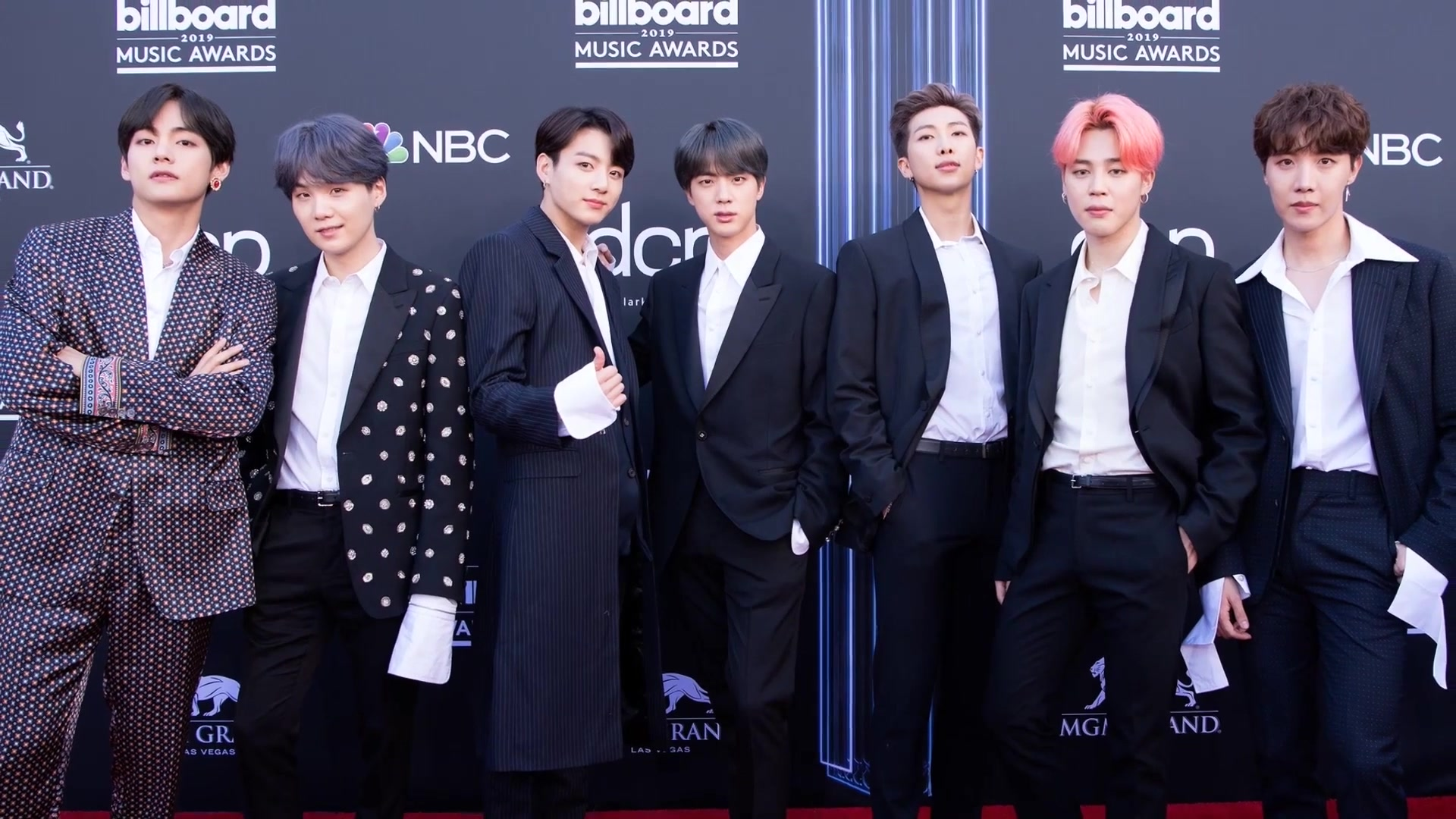
بی‌تی‌اس (۲۰۱۹–۲۰۲۲)
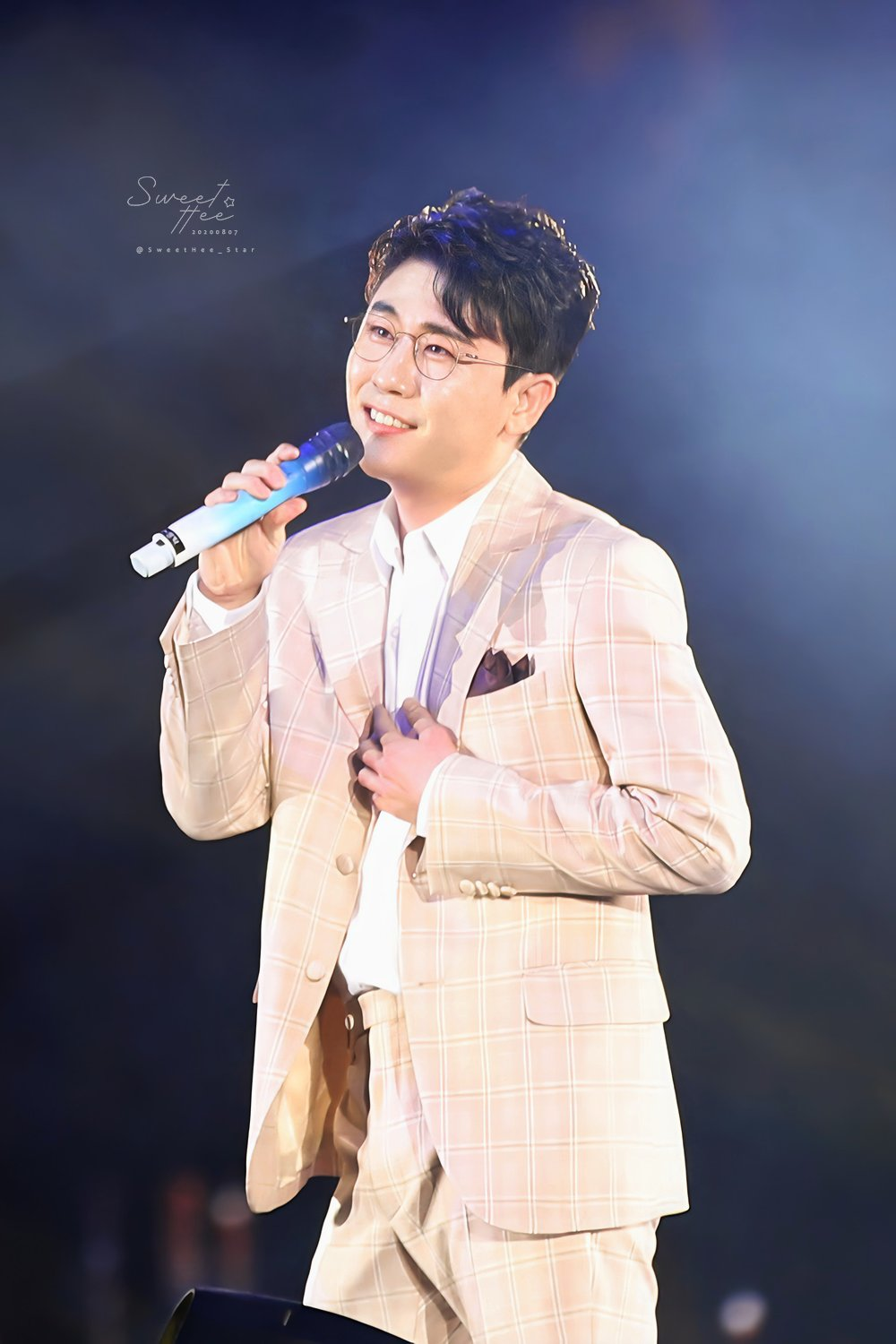
یونگ تاک (۲۰۲۰)
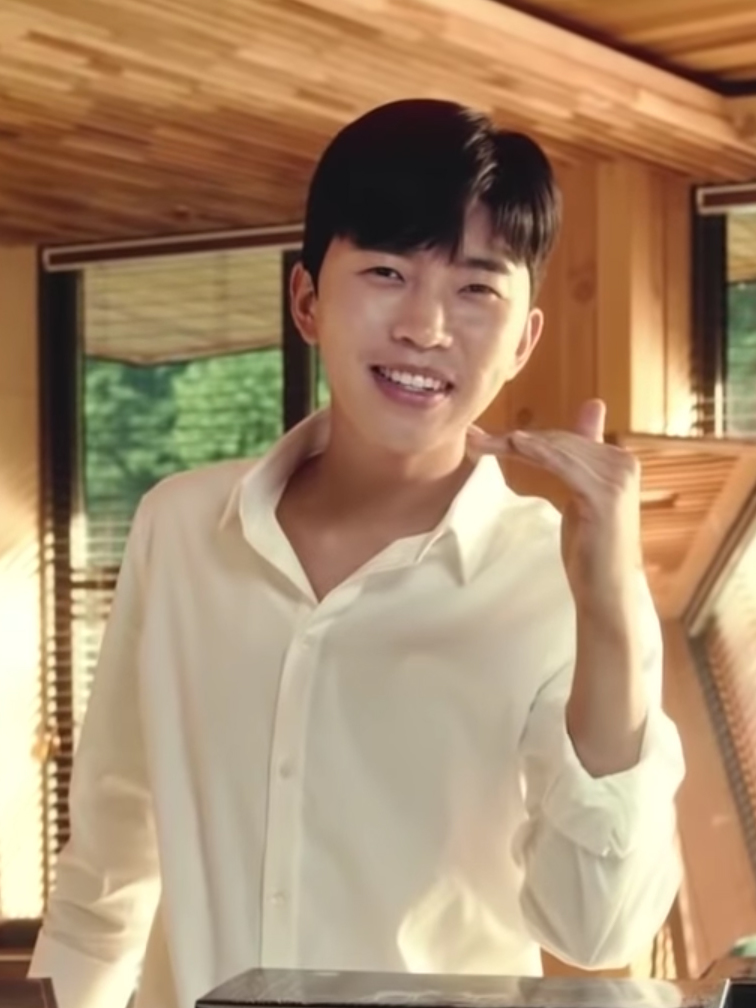
لیم یونگ وونگ (۲۰۲۱–۲۰۲۴)
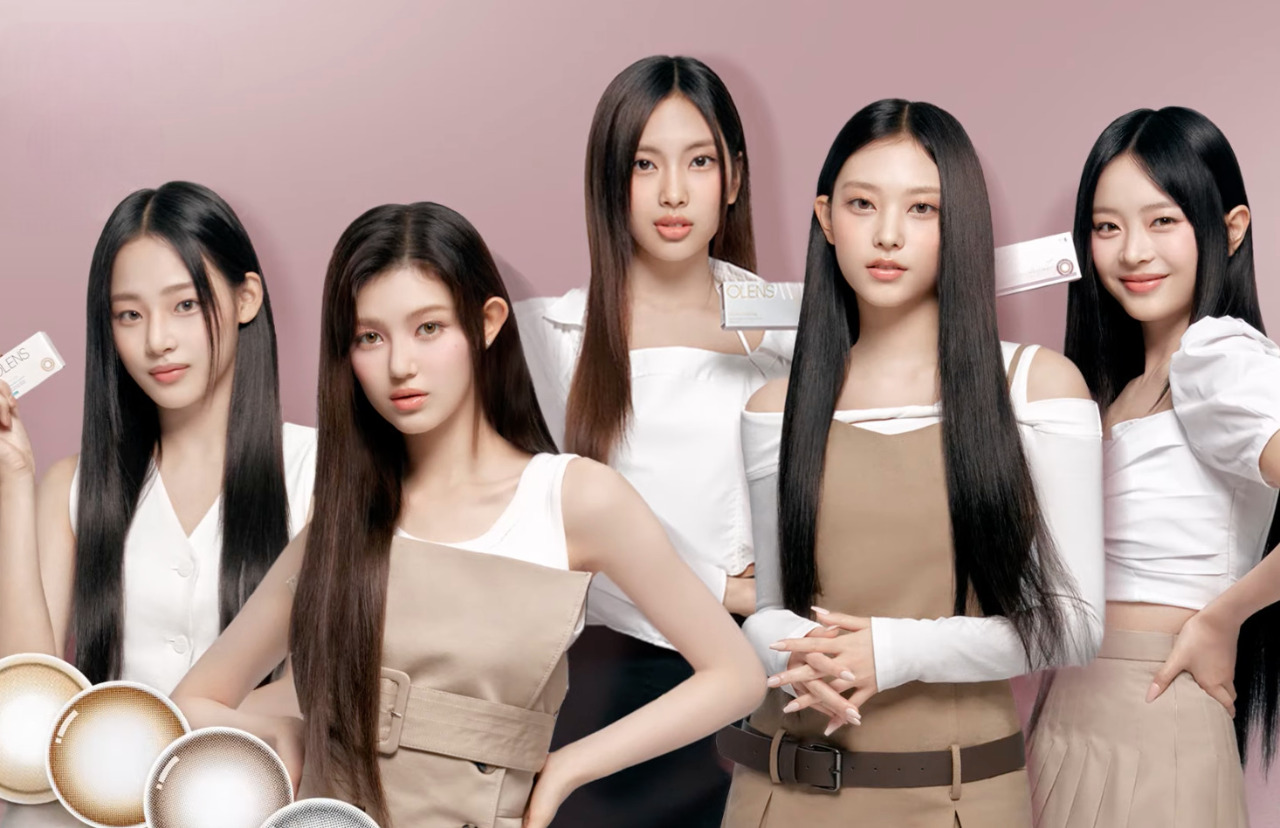
نیوجینز (۲۰۲۳)
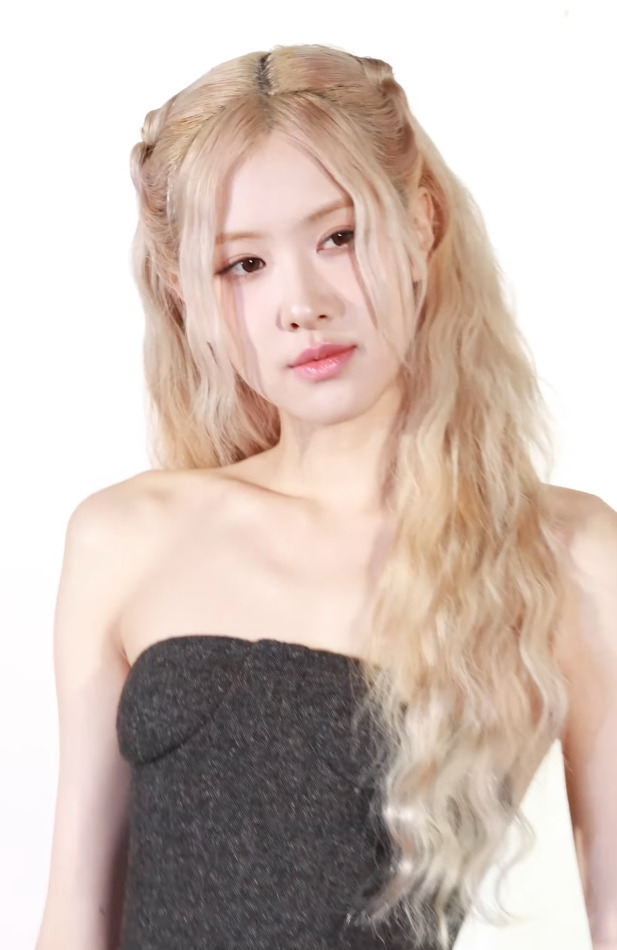
رزی (۲۰۲۴)
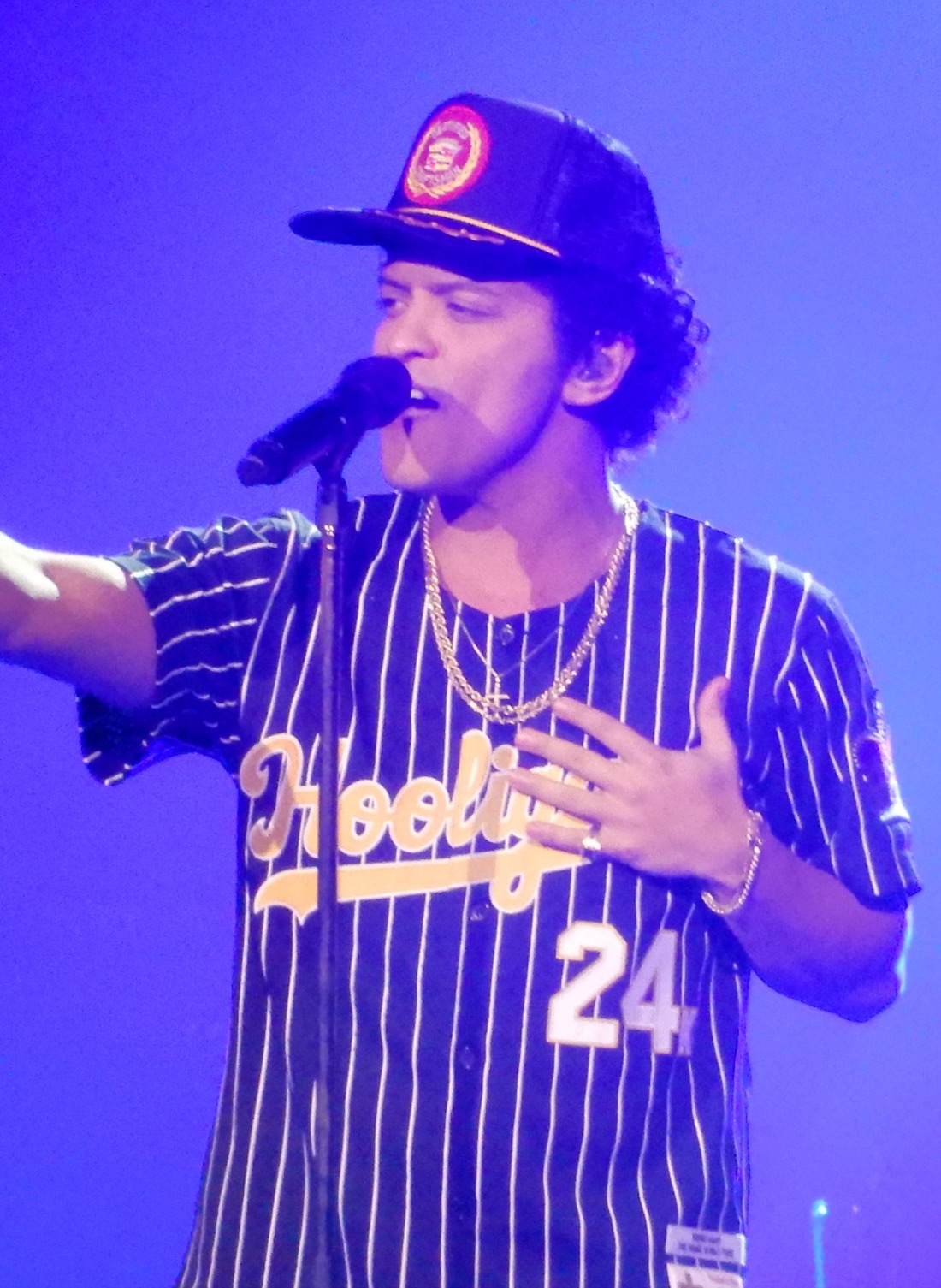
برونو مارس (۲۰۲۴)